# Área de Conservación del Valle de Danum

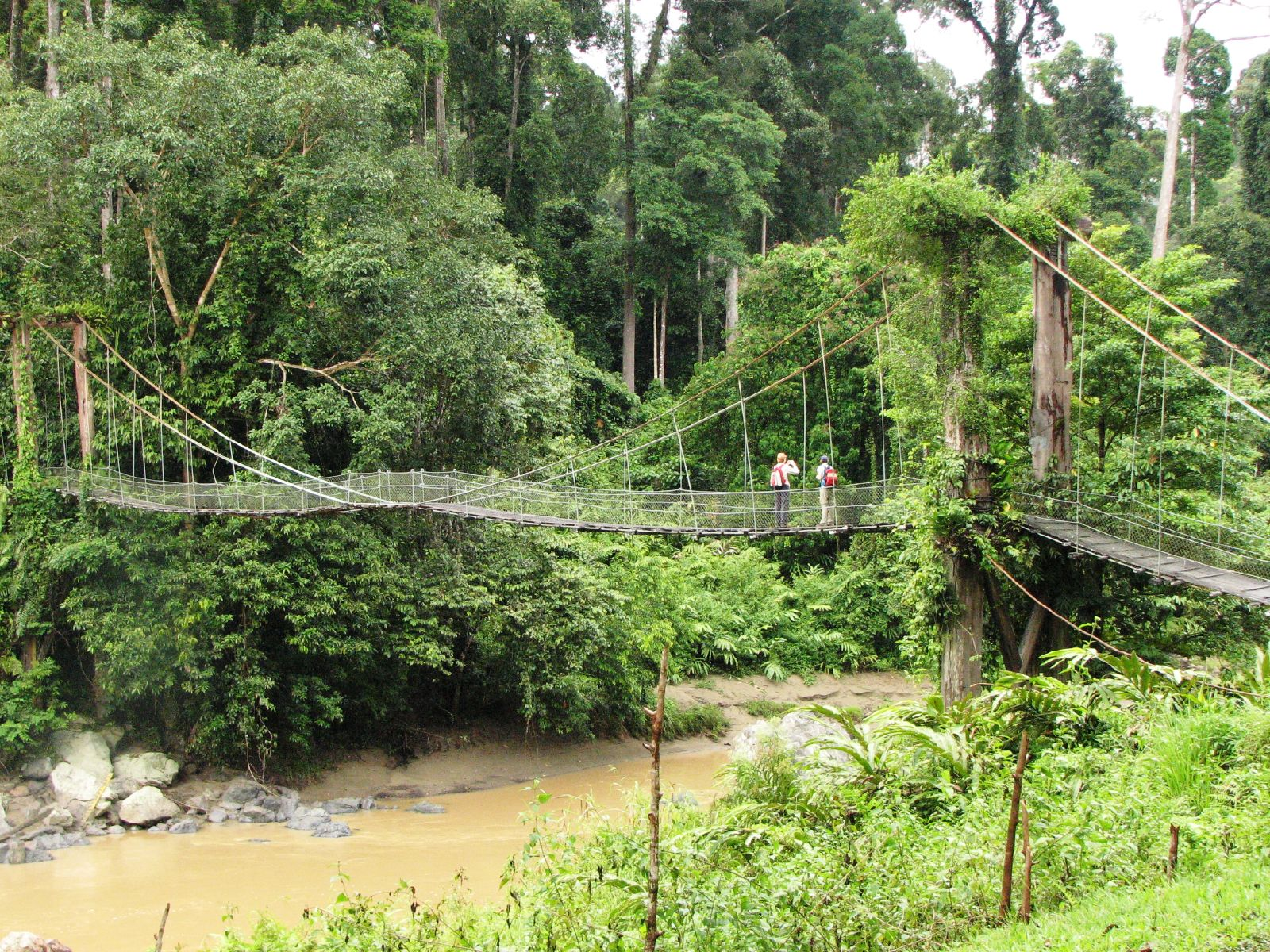
Pasarela a la selva tropical en el valle del Danum

La Zona de Conservación del Valle de Danum es una extensión de 438 kilómetros cuadrados de selva tropical de las tierras bajas de Borneo relativamente inalterado en Sabah, Malasia. Posee una gran diversidad de flora y fauna tropicales, incluidas especies como los raros  orangutanes de Borneo, gibones, tragulidaes,  leopardos nublados y más de 270 especies de aves. Las actividades que se ofrecen son caminatas por la selva, natación en el río, observación de aves, recorridos nocturnos por la selva y excursiones a explotaciones madereras cercanas.

## Geografía
La ciudad más cercana, Lahad Datu, está a unos 82 km (unas 2 horas en coche por carreteras principalmente madereras). El Danum Valley Field Centre es un establecimiento de investigación para científicos y fines educativos, y un vivero para la propagación de árboles Dipterocarpus por centenares. Aquí hay pocos alojamientos para turistas, uno de los más establecidos es el Borneo Rainforest Lodge. Desde aquí se pueden hacer caminatas guiadas por senderos de la selva baja y safaris nocturnos, y mucha gente acude sobre todo para observar aves y fauna. Otros alojamientos son el Danum Valley Field Centre y el más reciente, el Kawag Nature Lodge.
El valle tiene forma de cuenco, con una altura máxima de 1093 m.

## Historia natural

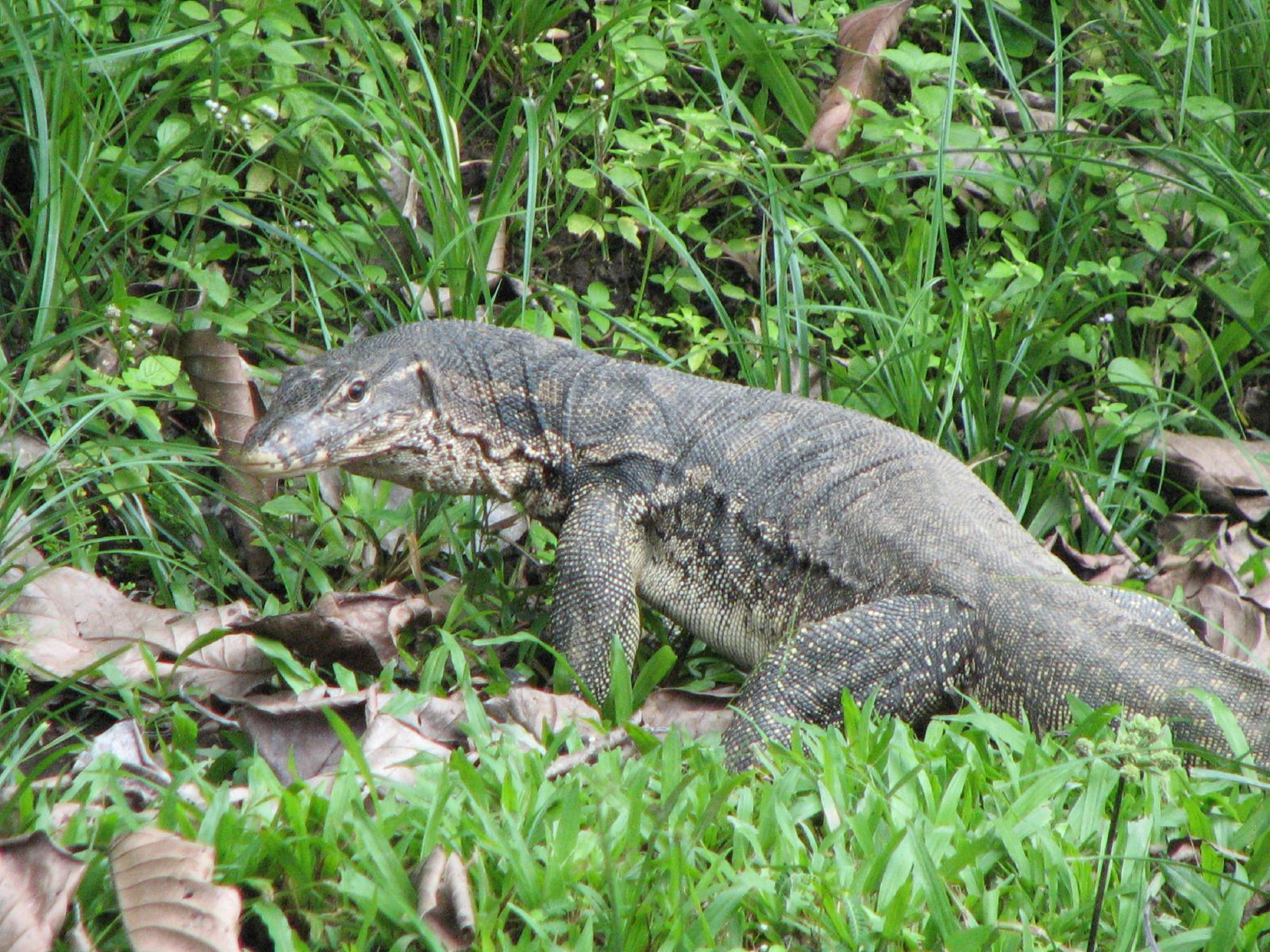
Varanus salvator, aproximadamente 1.5m long

### Fauna
La  selva tropical húmeda de tierras bajas alberga numerosas aves y mamíferos. Es el único lugar donde se ha registrado la presencia del enigmático picaflor de anteojos. Pueden verse  orangutanes de Borneo,  gibones de Borneo de Müller y otros primates, incluido el tarsero de Horsfield, así como ciervos, gatos monteses y el raro elefante pigmeo de Borneo.
Otras especies notables que habitan la zona son el  oso del sol y el rinoceronte de Borneo. La rica fauna de insectos ha sido una de las principales áreas de investigación en las que ha trabajado el Centro de Campo del Valle del Danum, y la fauna de caracoles terrestres también se considera una de las más ricas del mundo, con al menos 61 especies registradas en una parcela de 1 km.

### Flora
La flora es principalmente la del hábitat de  selva tropical de las tierras bajas de Borneo, con predominio de árboles dipterocarpáceos. En algunos lugares el dosel del bosque alcanza una altura de más de 70 metros.
La mayor diversidad de especies de Dipterocarpus se da en Borneo. El valle alberga más de 15 000 especies vegetales, aunque el 94% de las plantas pertenecen al género de las dipterocarpáceas. Otra flora que se véase en el valle son las plantas de jarra. En 2019, se descubrió en el valle el árbol tropical más alto del mundo.